# Национальный историко-этнографический музей Японии
Национальный историко-этнографический музей (яп. 国立歴史民俗博物館 кокурицу рэкиси миндзоку хакубуцукан) — государственный музей в Японии. Хранит и экспонирует материалы, посвящённые археологии, истории, искусству, ремеслам страны. Расположен в городе Сакура префектуры Тиба.

## Краткие сведения
Национальный историко-этнографический музей открылся в 1983 году. Он был создан с целью содействия развитию исследований в области истории и культуры Японии. Здание учреждения находилась на месте руин бывшего замка Сакура.
Предшественником музея был Национальный музей при Управлении культуры Министерства культуры Японии, созданный в 1977 году. Усилиями историка Иноуэ Мицусады учреждение было передано Академически-международному отделу Министерства и получило статус научного института. После официального открытия в 1983 году и административной реформы 2001 года, Национальный историко-этнографический музей находился под контролем Отдела научного содействия.
Кроме хранения и экспонирования источников по истории, археологии и этнографии Японии, музей оказывает информационную поддержку учёным гуманитарных наук, работающим в Японии и за рубежом. Доступ к материалам учреждения имеют большинство университетов страны.
Основная экспозиция музея состоит из 13 тематических залов, посвященных быту обычных японцев от неолита до современности.
К ценным экспонатам Национального историко-этнографического музея принадлежит немало национальных сокровищ Японии. Среди них «Исторические записки» Сыма Цяня и «Книга Хань», изданные во времена династии Сун, древние японские карты, средневековые ширмы «Столица и окрестности», «План Эдо», «План Сакая» и др. Музей также имеет большие коллекции монет Окавы Тэнкендо и коллекцию старинной одежды Номуры Сёдзиро.
Национальный историко-этнографический музей поддерживает партнерские отношения с осакским Национальным этнологическим музеем.